# Похазников, Пётр Николаевич
Пётр Николаевич Похазников (26 декабря 1894, Перелюб, Самарская губерния, Российская империя — 2 февраля 1955, Одесса, УССР,  СССР) — советский военачальник, генерал-майор (15.07.1941).

## Биография
Родился 26 декабря 1894 года  в  селе  Перелюб, ныне  в Перелюбском районе Саратовской области. Русский. До службы в армии с 1910 года состоял на службе в банке обществ взаимного кредита в городе Покровск Самарской губернии, был посыльным и практикантом-конторщиком.

### Военная служба

#### Первая мировая война
В феврале 1915 года был призван на военную службу и зачислен в 150-й запасной батальон в город Вольск Саратовской губернии В том же году окончил учебную команду и проходил службу в том же батальоне ефрейтором и младшим унтер-офицером. В декабре 1915 года был командирован в 3-ю Саратовскую школу прапорщиков, по окончании ускоренного курса обучения в марте 1916 года назначен младшим офицером в 145-й пехотный запасной батальон. В мае направлен на Юго-Западный фронт, где воевал в составе 125-го пехотного Курского полка 32-й пехотной дивизии 8-й армии. В этом полку занимал должности командира полуроты и роты, врид командира сводного батальона, дослужился до штабс-капитана. За боевые отличия был награждён орденами Святой Анны и Святого Станислава. В конце января 1918 года по болезни убыл с фронта, после чего лечился в госпитале.

#### Гражданская война
В  сентябре 1918 года был мобилизован в РККА и проходил службу там же делопроизводителем и начальником комендантской части. С июля 1919 года исполнял должность помощника начальника и начальника гарнизона города Покровск Самарской губернии. Член ВКП(б) с 1919 года. С декабря 1920 года в ПриВО был командиром и военкомом 161-го, с марта 1921 года — 37-го, а с января 1922 года — 33-го батальонов ВЧК.

#### Межвоенные годы
С июля 1922 года — врид командира и военкома 32-го Астраханского, с февраля 1923 г. — 42-го отдельного Пензенского, с февраля 1925 г. — 31-го Самарского дивизионов войск ОГПУ. Командиром сводных отрядов от этих частей принимал участие в подавлении антисоветских восстаний в районах ст. Урбах, сел Квасинковка и Шумейковка в Самарской губ., в ликвидации банд в Самарской, Саратовской, Пензенской и Астраханской губерниях и Калмыцкой степи. С декабря 1927 года служил командиром и военкомом 25-го Казанского полка ОГПУ. С февраля 1928 года по сентябрь 1929 года проходил переподготовку на курсах «Выстрел». В сентябре 1930 года назначен старшим инспектором Инспекции войск ОГПУ Татарской АССР в городе Казань, с февраля 1932 года — врид начальника инспекции. С июня 1932 года — командир и военком 29-го Магнитогорского полка войск ОГПУ Урала. С марта 1933 года занимал должности старшего инспектора, а с марта 1934 года — начальника отделения боевой подготовки Управления войск ОГПУ Урала. В мае 1937 года назначен начальником отдела боевой подготовки Управления пограничных и внутренних войск НКВД Северо-Кавказского округа. С сентября по декабрь 1939 года состоял в резерве, затем был назначен начальником 2-го отделения 2-го отдела штаба конвойных войск Главного управления конвойных войск НКВД СССР. Перед войной окончил вечерний факультет Военной академии РККА им. М. В. Фрунзе.

#### Великая Отечественная война
С началом войны в июне 1941 года полковник  Похазников  был назначен командиром 254-й стрелковой дивизии МВО, формировавшейся в Тесницких военных лагерях под Тулой. С 12 по 15 июля она была переброшена на Северо-Западный фронт, где вошла в состав 29-й армии и заняла оборону западнее и южнее Старой Руссы. С 16 июля дивизия подчинена 11-й армии и с 28 июля вступила в тяжелые оборонительные бои, в течение 6 дней ее части отбивали ожесточенные атаки превосходящих сил противника. Немецким войскам удалось прорвать оборону и овладеть городом Старая Русса. Под угрозой окружения дивизия вынуждена была отойти на рубеж реки Ловать. С 14 по 21 августа ее части в составе 22-го стрелкового корпуса принимали участие во фронтовом контрударе. В сентябре дивизия переброшена в район города и станции Лычкого в качестве заслона против прорвавшихся в тыл армии частей противника. Совместно с частями 202-й мотострелковой дивизии она сумела остановить врага. 
В конце октября генерал-майор Похазников направляется в СибВО на формирование 58-й резервной армии, по прибытии назначен начальником отдела боевой подготовки штаба армии. После сформирования армия была передислоцирована на территорию АрхВО, где вела работы по оборудованию оборонительного рубежа на берегу Мариинского канала от Онежского озера до озера Белое. С февраля 1942	года Похазников — начальник тыла этой армии. В конце мая армия была переформирована в 3-ю танковую, а он в июне переведен на ту же должность в 63-ю армию. В составе Сталинградского, а с 28 сентября 1942 года — Донского фронтов участвовал с ней в оборонительной операции Сталинградской битвы (северо-западнее города Серафимович). 4 ноября армия была преобразована в 1-ю гвардейскую, а с 5 декабря стала именоваться 3-й гвардейской. В составе войск Юго-Западного фронта участвовал с ней в контрнаступлении под Сталинградом, в разгроме противника на Среднем Дону и срыве его попытки деблокировать окруженную под Сталинградом группировку противника, в Ворошиловградской наступательной операции. Указом ПВС СССР от 1 апреля 1943 года за обеспечение боеприпасами, ГСМ и другими материальными средствами в ходе наступательной операции 3-й гвардейской армии, форсирование реки Дон в районе Казанской, Серафимович и захват Ворошиловграда генерал-майор  Похазников был награжден орденом Красного Знамени. В дальнейшем он успешно выполнял задачи по обеспечению войск армии в ходе оборонительных действий на реке Северский Донец, летом и осенью 1943 года — в Донбасской и Запорожской наступательных операциях, в битве за Днепр. С 18 октября 1943 года армия была включена в состав Южного фронта и вела бои по ликвидации никопольского плацдарма противника, в январе — феврале 1944 года участвовала в Никопольско-Криворожской наступательной операции. В феврале  Похазников был переведен на должность начальника тыла — заместителем командующего по тылу 8-й гвардейской армии и до конца войны воевал с ней на 3-м Украинском, 1-м Белорусском  фронтах. Участвовал в Березнеговато-Снигиревской, Одесской, Люблин-Брестской, Висло-Одерской и Берлинской наступательных операциях.

#### Послевоенное время
После войны продолжал служить в той же армии и в той же должности в ГСОВГ. С января 1950 года — заместитель начальника тыла ОдВО. 23 октября 1953 года гвардии генерал-майор  Похазников уволен в отставку по болезни. 
Умер 2 февраля 1955 года, похоронен на Втором Христианском кладбище города Одессы.

## Награды
- орден Ленина (21.02.1945)[6][7]
- три ордена Красного Знамени (01.04.1943[8], 03.11.1944[9][7], 20.06.1949[10][7])
- орден Богдана Хмельницкого I степени (06.04.1945)[11]
- орден Кутузова II степени (31.05.1945)[12]
- орден Отечественной войны I степени (22.02.1944)[13]
  - медали в том числе:
  - «XX лет Рабоче-Крестьянской Красной Армии» (1938)[8]
  - «За оборону Сталинграда» (1947)[14]
  - «За победу над Германией в Великой Отечественной войне 1941—1945 гг.» (1945)[14]
  - «За взятие Берлина» (1945)[14]
  - «За освобождение Варшавы» (1945)[14]

Других  государств
- рыцарский крест ордена «Виртути Милитари» (ПНР)
- медаль «За Одру, Нису и Балтику» (ПНР) (1945)
- медаль «За Варшаву 1939—1945» (ПНР) (1945)